# Mikropráce
Mikropráce má v českém prostředí více pojetí. Základní myšlenkou je nahrazení krátkodobých pracovních úvazků takzvanými mikropracemi. V minulosti bylo nutné, pro realizaci projektu, zaměstnat více pracovníků, kteří projekt realizovali. Nyní při rozmachu informačních technologií, stačí navštívit jeden z portálů, věnující se mikropracím a jednoho či více "mikropracovníků" si vybrat. Mikropracovníkem může být například programátor, grafik nebo ekonom. Projekt tvořený takto získanými pracovníky bývá zpravidla méně nákladný, než placení vlastních zaměstnanců.

## Mikropráce ve světě
Pojem "mikro-práce" vychází z anglického slova "micro-works", přišel z Ameriky a je pojmenováním pro nově vznikající odvětví v poskytování služeb. V roce 2008 se objevil na americkém trhu zprostředkovatel drobnějších úkolů TaskRabbit, jeho měsíční obrat nyní činí přibližně 4 miliony dolarů. Dalšími představiteli zprostředkování mikro-prací jsou například: Gigwalk (US), Gigalocal (DE), Zaarly (US) a další…

## Mikropráce v Česku
Tento pojem v českém prostředí prochází řadou mutací. Původní verze, kde je pracovní síla poptávána, byla doplněna o webové portály s nabídkou práce pro vykonání různých úkolů v hodnotě sto až dvě stě korun. Základní myšlence – vytvoření trhu mikro-prací, se v České republice věnuje několik subjektů. Počet webových stránek věnující se mikroprácím se neustále zvětšuje.